# Rigas Feraios
Rigas Feraios (no alfabeto grego: Ρήγας Φεραίος) (1757 — 1798) foi um escritor, pensador e e ideólogo de Guerra da Independência Grega no contexto do Projeto Grego e da Revolução Francesa.
Seu nome de nascimento é Constantino Riza e ele recebeu o nome de seu local de nascimento Velestino. .